# Курово (Павлово-Посадский городской округ)
Ку́рово — деревня в Московской области России. Входит в Павлово-Посадский городской округ. Население — 169 чел. (2010).

## География
Деревня Курово расположена в центральной части городского округа, примерно в 1 км к востоку от города Павловский Посад. Высота над уровнем моря 128 м. К северу от деревни протекает река Клязьма. Ближайший населённый пункт — город Павловский Посад.

## Название
Название связано с некалендарным личным именем Кур.

## История
В 1926 году деревня являлась центром Куровского сельсовета Павлово-Посадской волости Богородского уезда Московской губернии.
С 1929 года — населённый пункт в составе Павлово-Посадского района Орехово-Зуевского округа Московской области, с 1930-го, в связи с упразднением округа, — в составе Павлово-Посадского района Московской области.
До муниципальной реформы 2006 года Курово входило в состав Улитинского сельского округа Павлово-Посадского района.
В 2006-2007 гг. в деревне сооружена часовня Иконы Божией Матери Боголюбская.
С 2004 до 2017 гг. деревня входила в Улитинское сельское поселение Павлово-Посадского муниципального района.

## Население
В 1926 году в деревне проживало 393 человека (190 мужчин, 203 женщины), насчитывалось 69 хозяйств, из которых 56 было крестьянских. По переписи 2002 года — 189 человек (79 мужчин, 110 женщин).
| 1926 | 2002 | 2006 | 2010 |
| ---- | ---- | ---- | ---- |
| 393  | ↘189 | ↗201 | ↘169 |

## Галерея

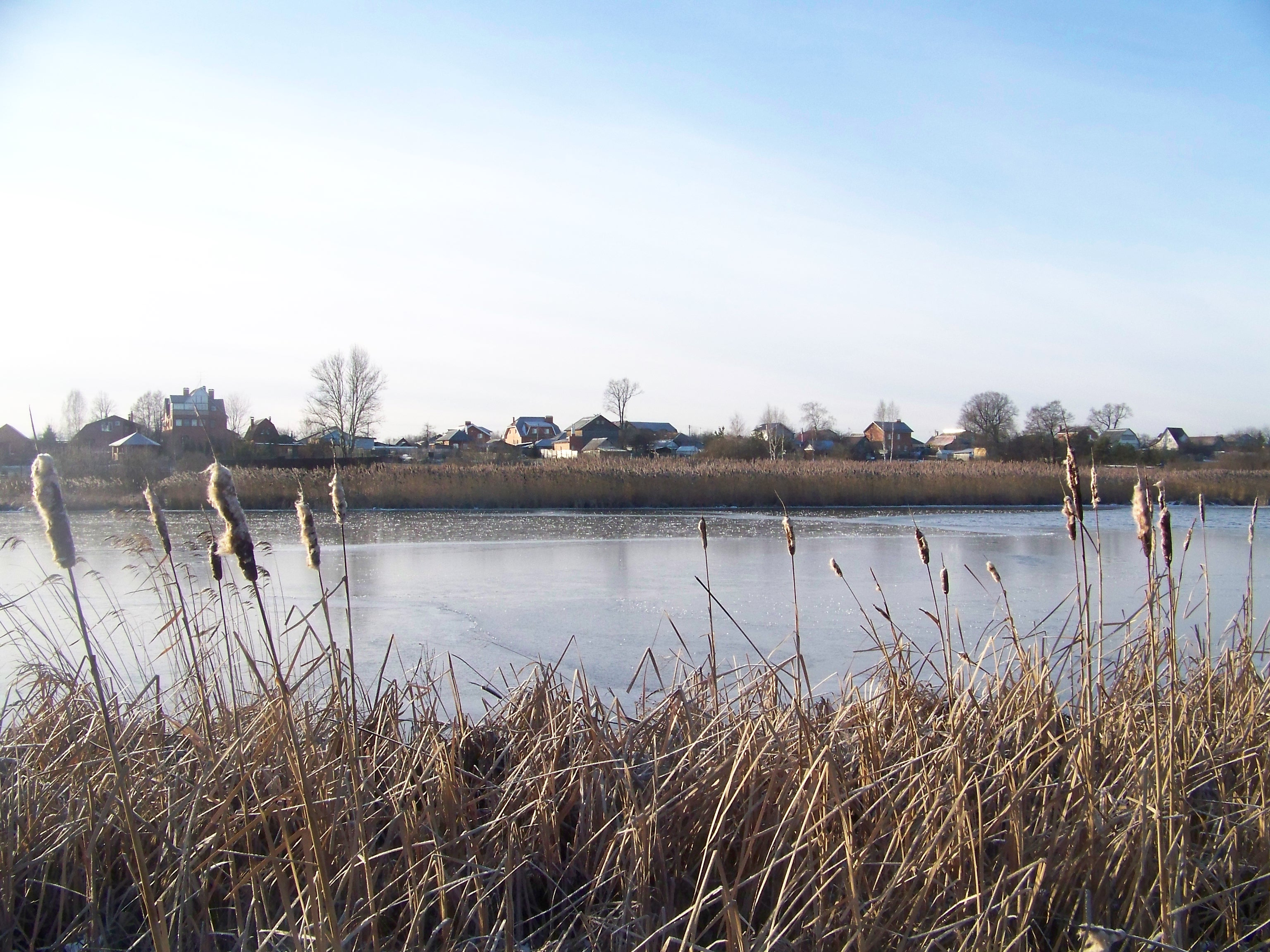
Вид на деревню с противоположной стороны озера.
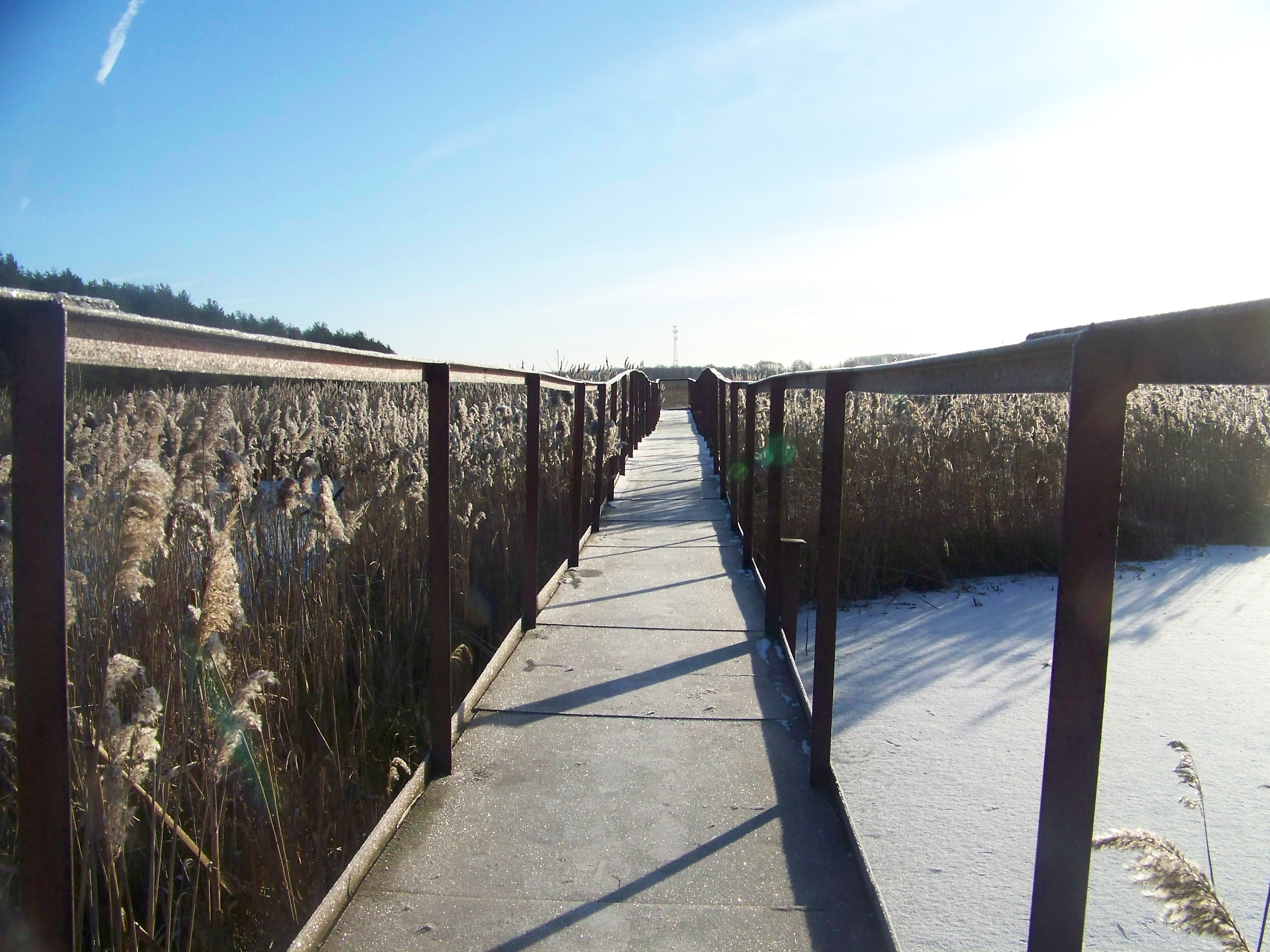
Пешеходный мостик через Куровское озеро.
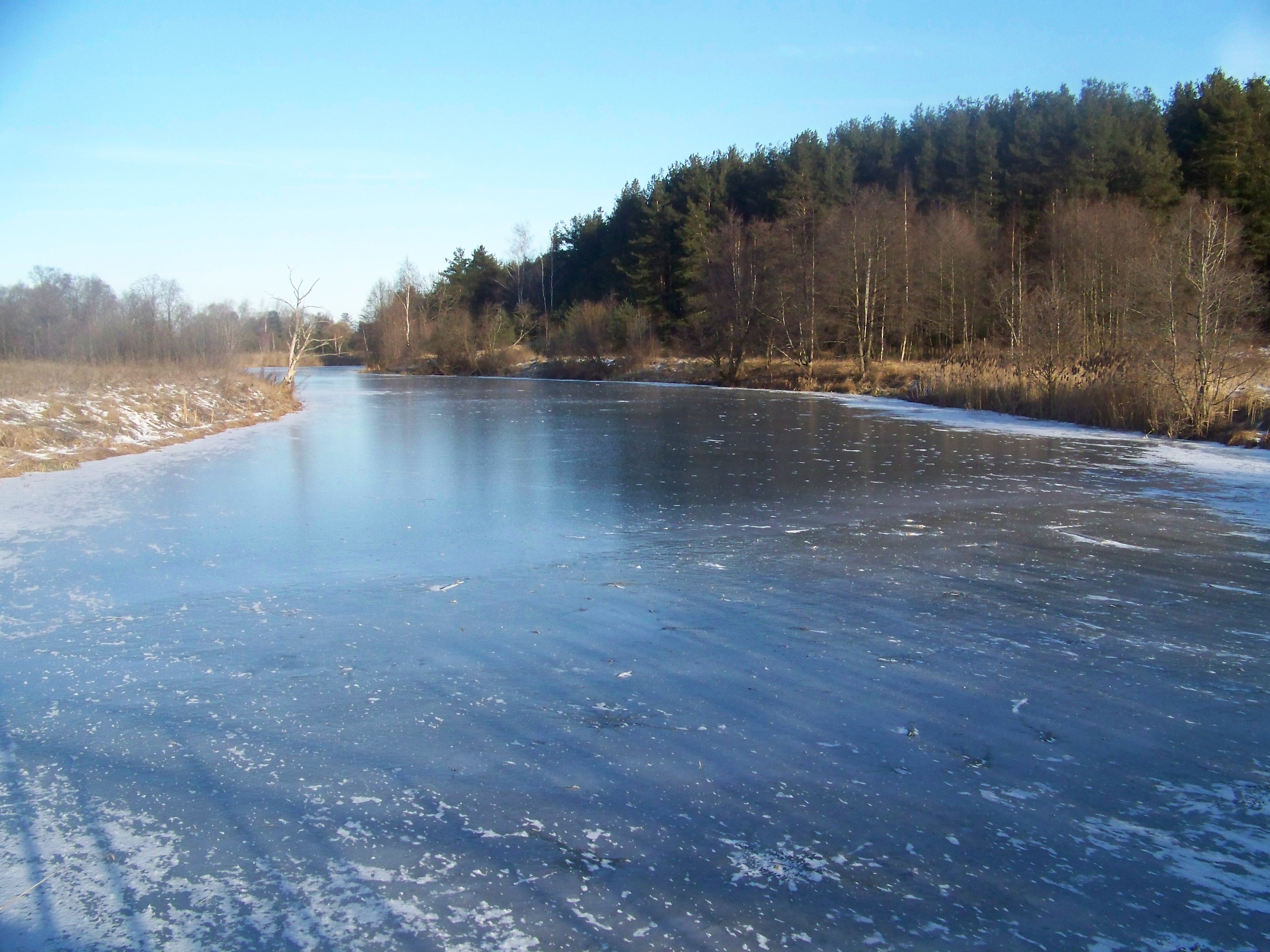
Куровское озеро (старица Клязьмы).
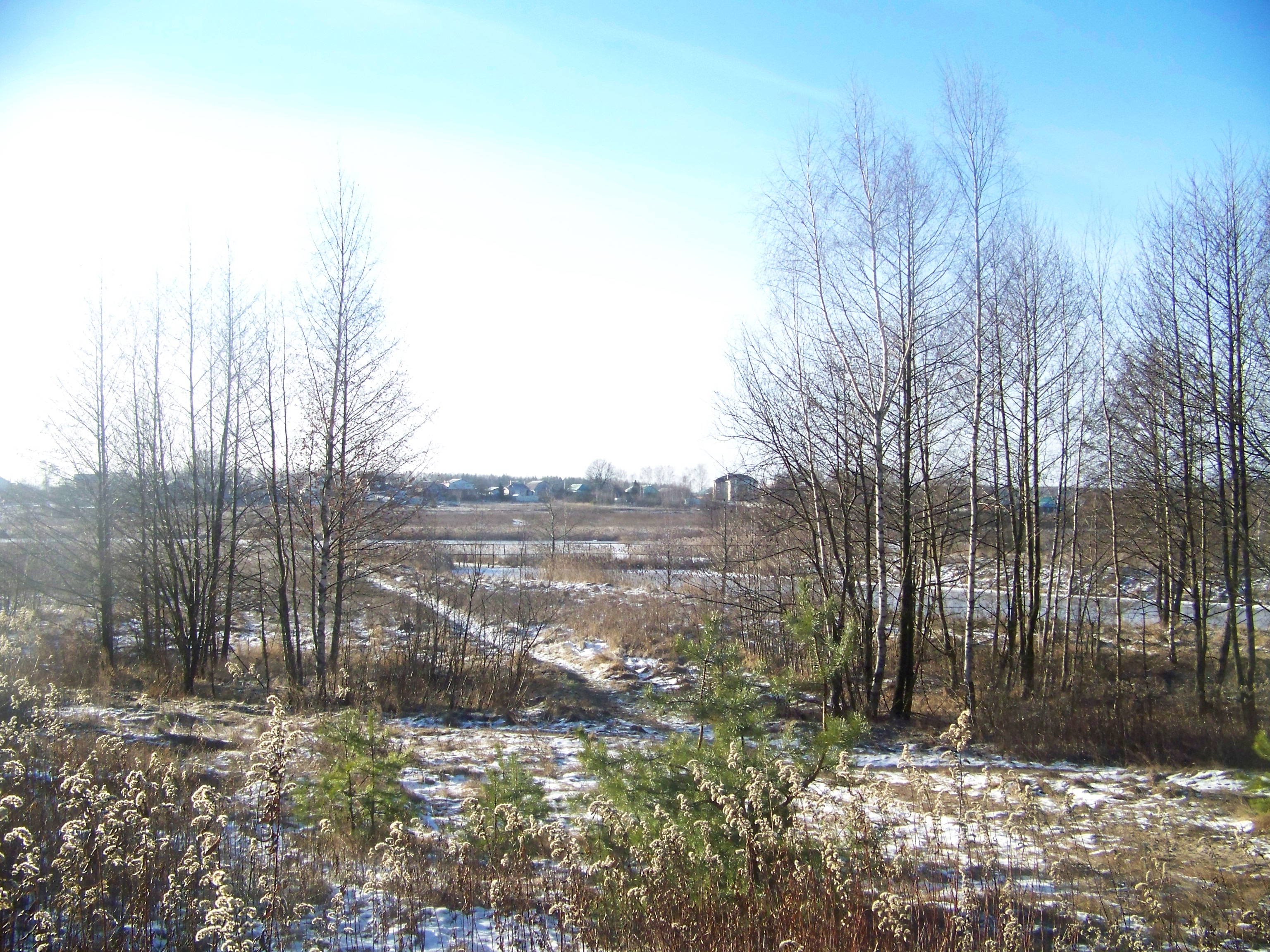
Вид на деревню с южной окраины Сауровского кладбища.